# János Varga
Pour les articles homonymes, voir Varga.
Dans le nom hongrois Varga János, le nom de famille précède le prénom, mais cet article utilise l’ordre habituel en français János Varga, où le prénom précède le nom.
János Varga (né le 21 octobre 1939 à Abony et mort le 29 décembre 2022 à Budapest) est un lutteur hongrois, champion olympique
, champion du monde et champion d'Europe de sa discipline.

## Palmarès

### Jeux olympiques
- Lutte aux Jeux olympiques d'été de 1968
- Médaille d'or dans la catégorie des moins de 57 kg en lutte gréco-romaine

### Championnats du monde
- Médaille d'argent dans la catégorie des moins de 57 kg en lutte libre en 1961 à Yokohama
- Médaille de bronze dans la catégorie des moins de 57 kg en lutte libre en 1962 à Toledo
- Médaille d'or dans la catégorie des moins de 57 kg en lutte gréco-romaine en 1963 à Helsingborg
- Médaille d'argent dans la catégorie des moins de 57 kg en lutte gréco-romaine en 1967 à Bucarest
- Médaille d'or dans la catégorie des moins de 57 kg en lutte gréco-romaine en 1970 à Edmonton
- Médaille de bronze dans la catégorie des moins de 57 kg en lutte gréco-romaine en 1970 à Sofia

### Championnats d'Europe
- Médaille d'or dans la catégorie des moins de 57 kg en lutte gréco-romaine en 1967 à Minsk
- Médaille d'argent dans la catégorie des moins de 57 kg en lutte gréco-romaine en 1968 à Västerås
- Médaille d'or dans la catégorie des moins de 57 kg en lutte gréco-romaine en 1970 à Berlin[4]